# I Can't Get Enough (Cazzi Opeia)
I Can't Get Enough è un singolo della cantautrice svedese Cazzi Opeia, pubblicato il 19 febbraio 2022 su etichetta discografica Ekko Music Rights Europe.

## Descrizione
Con I Can't Get Enough la cantautrice ha preso parte a Melodifestivalen 2022, la competizione canora svedese utilizzata come processo di selezione per l'Eurovision Song Contest. Essendo risultata la quarta più votata dal pubblico fra i sette partecipanti alla sua semifinale, ha avuto accesso alla fase dei ripescaggi per la finale. Una volta passata in finale, si è piazzata al 9º posto su 12 partecipanti con 55 punti totalizzati.

## Tracce
Testi e musiche di Bishat Araya, Jakob Redtzer, Cazzi Opeia e Paul Rey.
1. I Can't Get Enough – 2:48

## Classifiche

### Classifiche settimanali
| Classifica (2022) | Posizione massima |
| ----------------- | ----------------- |
| Svezia            | 5                 |

### Classifiche di fine anno
| Classifica (2022) | Posizione |
| ----------------- | --------- |
| Svezia            | 80        |